# لورينزو كازانوفا
لورينزو كازانوفا (بالإسبانية: Lorenzo Casanova Ruiz)‏ هو رسام إسباني، ولد في 14 مارس 1844 في ألكوي في إسبانيا، وتوفي في 23 مارس 1900 في أليكانتي في إسبانيا.